# Körkörös szórás
A körkörös szórás egy fegyverrendszer ballisztikai pontosságát határozza meg. Mérőszáma a célpont köré rajzolt n sugarú kör, amelyen belülre 50%-os valószínűséggel csapódik be a lövedék.
A körkörös szórás elméletben normális eloszlású, azaz a lövedékek főleg a célpont közelében csapódnak be, és a távolság növekedésével egyre kevesebb találat figyelhető meg; a lövedékek 50%-a a céltól n távolságon belül, 43%-a n és 2n, 7%-a pedig 2n és 3n távolságon belül csapódna be.
A valóságban azonban ez az eloszlás nem mindig figyelhető meg. Az irányított fegyverek, például a lézerirányítású bombák a cél tévesztése esetén is a célhoz közel csapódnak be, eloszlásuk nem normális. A tüzérségi lövedékek szórása a lőtávolság irányában nagyobb, mint oldalirányban, ezért az 50%-os valószínűség inkább egy ellipszist mutat, mint egy kört.